# Fairchance
Fairchance est un borough situé au sud-ouest de la partie centrale du comté de Fayette, en Pennsylvanie, aux États-Unis,. En 2010, il comptait une population de 1 975 habitants.  Il est incorporé le 7 mars 1889.

## Démographie
Lors du recensement de 2010, le borough comptait une population de 1 975 habitants. Elle est estimée, en 2019, à 1 845 habitants.

### Source de la traduction
- (en) Cet article est partiellement ou en totalité issu de l’article de Wikipédia en anglais intitulé « Fairchance, Pennsylvania » (voir la liste des auteurs).